# Can Plaja al carrer Sant Ramon
Can Plaja al carrer Sant Ramon és una obra amb elements neoclàssics i modernistes de Palafrugell (Baix Empordà) protegida com a Bé Cultural d'Interès Local.

## Descripció
Casal entre mitgeres, de tres crugies, de planta baixa i dos pisos. Presenta tres eixos d'obertures: porta central i dues finestres a la planta baixa i tres balcons als pisos. A la façana destaca la decoració en relleu sobre les obertures i l'acabat arrebossat del mur, així com la balustrada superior i les baranes dels balcons.
A l'interior conserva notables elements ornamentals modernistes.